# Serrat del Pui (les Valls d'Aguilar)
El Serrat del Pui és una muntanya de 1.512 metres que es troba al municipi de les Valls d'Aguilar, a la comarca de l'Alt Urgell.